# Покапаля
Покапа̀ля (на италиански: Pocapaglia; на пиемонтски: Pocapaja, Покапая) е малко градче и община в Северна Италия, провинция Кунео, регион Пиемонт. Разположено е на 381 m надморска височина. Населението на общината е 3281 души (към 2010 г.).